# Allée Colette-Heilbronner
Allée Colette-Heilbronner är en gata i Quartier des Batignolles i Paris sjuttonde arrondissement. Gatan är uppkallad efter den franska motståndskvinnan Colette Heilbronner (1915–1944) som sköts ihjäl av Gestapo vid Cité des Fleurs. Allée Colette-Heilbronner börjar vid Boulevard Berthier 13 och slutar vid Rue Mstislav-Rostropovitch.

## Omgivningar
- Saint-Joseph-des-Épinettes
- Parc Martin-Luther-King

## Bilder
| - Gatuskylt. - Parc Martin-Luther-King. |

## Kommunikationer
- Tunnelbana – linjerna   – Porte de Clichy

### Webbkällor
- ”Dénomination allée Colette Heilbronner (17e)” ( PDF). Mairie de Paris. 21 mars 2013. http://a06.apps.paris.fr/a06/jsp/site/plugins/odjcp/DoDownload.jsp?id_entite=29009&id_type_entite=6. Läst 10 september 2022.
- ”Allée Colette-Heilbronner”. Les rues de Paris. https://web.archive.org/web/20190929170335/http://www.parisrues.com/rues17/paris-17-allee-colette-heilbronner.html. Läst 10 september 2022.